# Lycée en Suisse
Pour les articles homonymes, voir Lycée.
En Suisse, dans les cantons de Neuchâtel et du Jura, le lycée est un établissement d'enseignement secondaire du deuxième cycle qui délivre le certificat de maturité gymnasiale. Dans d'autres cantons francophones, cette école de maturité est aussi appelée gymnase ou collège.